# 알제이 스미스

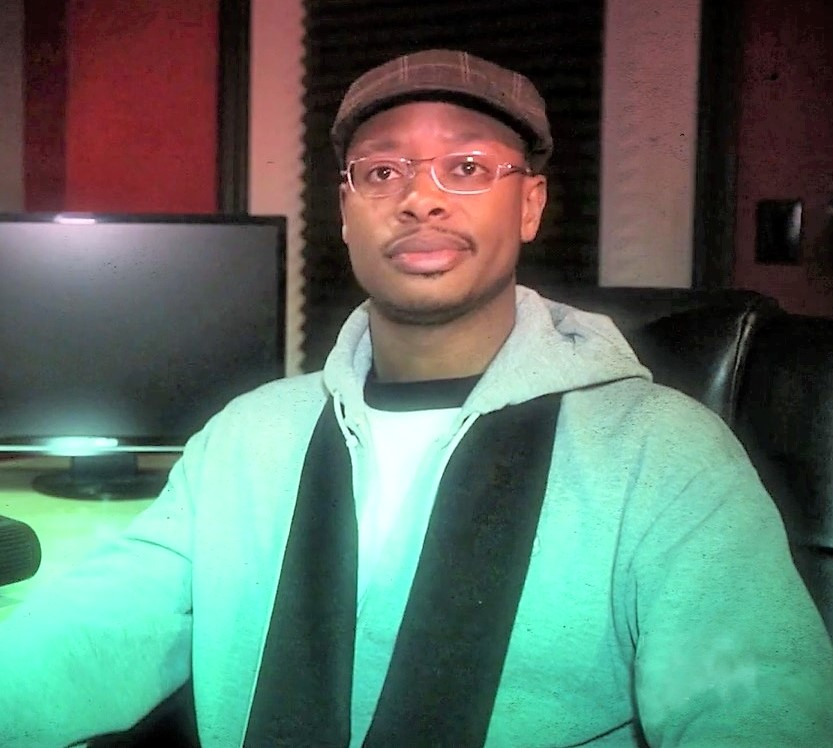

알제이 스미스(Arjay Smith, 1983년 11월 27일 ~ )는 미국의 영화배우, 텔레비전 배우이다.
로스앤젤레스에서 태어났다.

## 출연 작품
- 퍼셉션 시즌3 (2014년)
- 퍼셉션 시즌2 (2013년)
- 퍼셉션 (2012년) - 맥스  역
- 베이컨시 2 - 퍼스트 컷 (2009년) - 태너 역
- 세이브 어 라이프 (2009년) - 맷 맥퀸 역
- 퍼스트 선데이 (2008년)
- 세이빙 그레이스 (2007년)
- 비카인드 리와인드 (2007년) - 매니 역
- 마스터즈 오브 호러 - 피투성이 장례식(The V Word) 편 (2006) - 케리 역
- 투모로우 (2004년) - 브라이언 파크스 역
- 말콤네 좀 말려줘 (2000년)